# (37814) 1998 AT6
1998 AT6 (asteroide 37814) é um asteroide da cintura principal. Possui uma excentricidade de 0.05843530 e uma inclinação de 7.30863º.
Este asteroide foi descoberto no dia 4 de janeiro de 1998 por Beijing Schmidt CCD Asteroid Program em Xinglong.